# Fizz buzz
Fizz buzz – это групповая детская игра для обучения правилам деления.  Игроки по очереди считают по возрастающей, заменяя любое число, кратное трем, словом "fizz", а любое число, кратное пяти, словом "buzz".

## Правила
Начинающий произносит число «1», и каждый следующий игрок прибавляет к предыдущему значению единицу. Когда число делится на три оно заменяется на fizz, если число делится на пять, то произносится buzz. Числа, делящиеся на три и пять одновременно заменяются на fizz buzz. Сделавший ошибку игрок исключается из игры.
Типичная партия в fizz buzz выглядит так:
1, 2, Fizz, 4, Buzz, Fizz, 7, 8, Fizz, Buzz, 11, Fizz, 13, 14, Fizz Buzz, 16, 17, Fizz, 19, Buzz, Fizz, 22, 23, Fizz, Buzz, 26, Fizz, 28, 29, Fizz Buzz, 31, 32, Fizz, 34, Buzz, Fizz, ...

## Программирование
Fizz buzz (в данном контексте часто пишется как FizzBuzz) используется в качестве метода проверки подготовки на собеседовании программистов. Написание программы для вывода первых 100 чисел FizzBuzz является тривиальной проблемой для любого потенциального программиста, поэтому интервьюеры могут легко отфильтровать тех, у кого недостаточно возможностей для программирования.